# Großholbach
Großholbach (hay Grossholbach) là một đô thị thuộc một ‘‘Verbandsgemeinde’’ - ở huyện Westerwald trong bang Rheinland-Pfalz, Đức. Đô thị Großholbach có diện tích 3,91 km².
Đô thị này nằm ở Westerwald giữa Koblenz và Gießen bên rìa vườn tự nhiên Nassau. Đô thị này thuộc Verbandsgemeinde Montabaur, một dạng đô thị tập thể chỉ có ở bang Rheinland-Pfalz.
Năm 1200, Großholbach được đề cập lần đầu trong tài liệu.